# Louis Durey

Durey in 1930

Louis Durey (Parijs, 27 mei 1888 - Saint Tropez, 3 juli 1979) was een Franse componist. Hij behoorde tot de Groupe des Six, een groep van zes Franse componisten. Als zodanig onderging hij invloed van Erik Satie.

## Biografie
Louis Durey was de zoon van een middenklassengezin in Parijs. Al op jonge leeftijd koos hij voor de muziek. Nadat hij een uitvoering met muziek van Debussy had gehoord, was het voor hem duidelijk in welke richting zijn loopbaan moest gaan. Hij had in zijn jeugd muziekonderwijs gehad en volgde enige tijd lessen bij de Schola Cantorum de Paris, maar ontwikkelde zich toch vooral als autodidact tot componist. De vocale muziek had al vroeg zijn speciale voorliefde.
Het was echter Carillons, een stuk voor twee piano's waarmee hij in 1918 de aandacht trok. Toen Maurice Ravel het tijdens een concert hoorde, was hij zo onder de indruk, dat hij Durey introduceerde bij zijn uitgever. De jonge componist maakte ook kennis met Darius Milhaud en via hem met Jean Cocteau. Rond Cocteau ontstond in die periode een groep componisten die als de Groupe des Six of les Six bekend werd. Naast Durey en Milhaud maakten ook Arthur Honegger, Francis Poulenc, Germaine Tailleferre en Georges Auric deel uit van de groep. Hoewel Durey in het begin enthousiast was over de samenwerking, doofde het vuur al snel. In 1921 deed hij in elk geval niet mee met het gezamenlijke project Les mariés de la Tour Eiffel. Hoewel hij zich later distantieerde van de groep, zou hij er de rest van zijn leven mee verbonden blijven en in latere jaren waren er sporadische ontmoetingen met de overige vijf.
Na zijn breuk met Cocteau en Les Six vestigde Durey zich in Saint Tropez, waar hij, met onderbrekingen, tot zijn dood bleef wonen. Hier componeerde de man die vooral liederen, koor- en kamermuziek schreef, zijn enige opera l'Occasion.
In 1929 trouwde hij met Anne Grangeon en in 1930 verhuisde hij toch weer naar Parijs. Hier sloot hij zich, ten tijde van het Volksfront aan bij de Communistische Partij, wier ideeën hij de rest van zijn leven trouw zou blijven. Hij werd een actief lid van de Fédération Musicale Populaire. 
Tijdens de Duitse bezetting, gedurende de Tweede Wereldoorlog sloot Durey zich aan bij het verzet en schreef hij liederen op anti-fascistische teksten. Na de oorlog bleef hij een communist van de traditionele harde lijn. Zijn politieke standpunten leidden tot kritiek en zijn onverzettelijke karakter maakten uitvoeringen van zijn werken buiten de communistische kring moeilijk. Hij voorzag in deze periode in zijn levensonderhoud als muziekrecensent van het communistische dagblad l'Humanité.
Durey bleef componeren en gaf veel van zijn werk een politieke lading. De toonzetting van teksten van de (Noord-)Vietnamese leider Ho Tsji Minh maakte hem in veler ogen een zonderling. Qua stijl bleef zijn werk even toegankelijk als rond 1920. Dit vloeide voort uit zijn opvatting dat het proletariaat zijn werk moest kunnen begrijpen.
Toen Durey in 1979 overleed was zijn werk grotendeels vergeten.

## Werk (selectie)

### Instrumentaal
- 3 sonatines pour piano (1926)
- Nocturne (piano) (1928)
- Carillon et neige (1916-18) (piano vierhandig)
- Sonatine pour flûte et piano (1920)
- Trio-Sérénade, strijktrio  (1955)
- Strijkkwartet n°1 (1917)
- Strijkkwartet n°2 (1919)
- Strijkkwartet n°3 (1928)
- Les soirées de Valfère, (blaaskwintet) (1963)
- Fantaisie concertante, voor cello en orkest(1947)
- Ile-de-France, ouverture (1955)
- Concertino voor piano, 16 blaasinstrumenten, contrabas en pauken (1956)
- Mouvement symphonique voor piano en strijkers (1963)
- Octophonies, voor acht strijkers (1966)
- Dilection voor strijkers (1967)
- 'Nicolios et la Flûte"Poème pour Flûte et Harpe, op.111 (1968)

### Vocaal

#### Liederen
- Epigrammes de Théocrite et trois poèmes de Pétrone (1918)
- Inscriptions sur un oranger (met orkest) (1918)
- Le Bestiaire (met orkest) (1919)

#### Cantates
- La Guerre et la Paix (1949)
- La Longue Marche (1949)
- Paix aux hommes par millions (1949)
- Cantate à Ben Ali (1952)
- Cantate de la rose et de l'amour (1965)

#### Diversen
- España 63 voor koor en piano (1963)
- 3 polyphonies vocales et instrumentales, voor vier zangers en acht instrumenten (1963)

#### Opera
- l'Occasion (1923)

- Bibsys: 2014578
- Bibliothèque nationale de France: cb13893533w (data)
- Gemeinsame Normdatei: 103784004
- International Standard Name Identifier: 0000 0000 8405 0400
- Library of Congress Control Number: n81033439
- Nationale Bibliotheek van Letland: 000312924
- MusicBrainz: 861c6d70-f614-47a7-b076-f43fe17ab7a0
- Nationale Bibliotheek van Tsjechië: mzk2009512079
- Nationale Bibliotheek van Israël: 987007601413305171
- Nederlandse Thesaurus van Auteursnamen: 074926616
- Istituto Centrale per il Catalogo Unico: MUSV023722
- SNAC: w6251vv3
- Système universitaire de documentation: 080006965
- Virtual International Authority File: 105153929
- WorldCat: E39PBJhX4vFHvcFtpMMxwcvJXd